# Muhya bint Ibn Abd ar-Razzaq
Muhja bint Ibn Abd-ar-Razzaq al-Gharnatiyya va ser una poetessa andalusina, originària de Cástaras (província de Granada), que va viure a la taifa de Granada entre els segles xi i xii. La seva producció poètica és desconeguda, tot i que al-Maqqarí diu que alguns autors li atribuïen versos considerats per d'altres obra d'Hamda bint Ziyad. Només se'n coneix que era casta o que vivia amb pudor a Granada, i que pertanyia a la mateixa generació que la poeta satírica Nazhun bint al-Qalaïyya. Aquesta última dada permet deduir, per comparació, que Muhja va viure al segle xi, si s'accepta aquesta data que fan as-Suyutí i al-Maqqarí per a Nazhun, o en el segle xii, si es té en compte que totes les anècdotes conegudes de Nazhun es troben relacionades amb personatges de mitjans d'aquest segle. No obstant això, hi ha autors que situen l'existència de Muhja directament en el segle xii.
Ibn al-Abbar, en la seva obra Takmila, aporta aquestes escasses dades, les més antigues i completes, existents sobre Muhja, obtingudes mitjançant un parent de l'emir Muhàmmad ibn Mardanix, que va viure un temps a Granada, segurament cap a l'any 1162, quan la ciutat va ser ocupada per aquest rei de la segona taifa de Múrcia.

Teresa Garulo suggereix que Muhja podria ser descendent d'Abd-ar-Rahim ibn Abd-ar-Razzaq, últim governant de la taifa de Granada.